# Enric Puiggros i Llavinés
Enric Puiggros i Llavinés (Esplugues de Llobregat, 1974) és un jesuïta català.

## Formació i trajectòria
Després d’haver estudiat l’ensenyament primari i secundari al Col·legi Sant Ignasi de Sarrià, va ingressar al noviciat de la Companyia de Jesús a Saragossa l'any 1993. Durant la seva etapa de formació va cursar estudis d’Història contemporània a la Universitat de Barcelona, de Magisteri al Col·legi Claver de Raimat (Lleida), de Teologia a la Facultat de Teologia de Catalunya i a l’Institut de Teologia Fonamental (Centre Borja, Sant Cugat del Vallès).
La seva trajectòria profesional es va centrar inicialmente en el món educatiu. Entre 1999 i 2001 treballà com a mestre al Col·legi Claver de Raimat, i entre el 2001 i el 2005 al Col·legi Sant Pere Claver del Poble Sec. Ordenat com a sacerdot el 2006, es va incorporar a l'Escola Tècnica professional del Clot, on va exercir com a profesor entre 2007 i 2011. El 2012 va completar la seva formació com a jesuita a Ghana, on va fer la tercera provació entre els mesos de gener i juny, i al Sudan, on va col·laborar amb el Servei Jesuita d’Ajuda als Refugiats.
En retornar a la Península Ibèrica el 2013, va ser nomenat consultor de la Província Tarraconense de la Companyia de Jesús, alhora que se li encarregava la promoció vocacional (2012-2020) i la direcció de la pastoral educativa a la Fundació Jesuïtes Educació (2012-2016). El 2014, en produir-se la integració de les diferents províncies jesuítiques d’Espanya, va passar a ser consultor de la nova Província d’Espanya. El 2020 va ser nomenat delegat de la Companyia de Jesús a Catalunya, i com a tal va a ver de ser el portantveu de la Companyia en les accions empreses arran de les acusacions portades contra diferents professors dels col·legis dels jesuïtes a Catalunya. El 2022 va ser escollit procurador per la Província d’Espanya, i el març del 2023 va ser nomenat provincial de la Companyia de Jesús a Espanya per Arturo Sosa Abascal, general de la Companyia, en substitució d’Antonio España, que acabava el seu període de mandat.

## Activitat musical
Particularment interessat per la música i la pastoral musical, ha participat en diferents grups de música religiosa, entre els quals destaca el projecte Jesuitas Acústico, format per jesuites de diferents nacionalitats hispanòfones.